# Beta Israel
Beta Israel (ungefär huset av Israel) är judar av etiopisk härkomst som av utomstående ofta benämns falasha (invandrare). Länge betraktades de inte som judar av de flesta andra judiska grupper. Efter att Israel erkände dem i lag 1950 har över 90 000 (omkring 85%) av dem utvandrat till Israel. Falasha Mura är en besläktad grupp som har tvångsomvänts till kristendomen men sedan återvänt till den judiska tron.
Termen falasha anses nedsättande av Beta Israel eftersom den kommer av gammal etiopisk lagstiftning som sade att den som inte konverterade till kristendomen skulle bli fråntagen sitt land och bli falāsī, vandrare eller utstött person.